# Грб Аустрије
Грб Аустрије је званични хералдички симбол Републике Аустрије.
Као симбол Аустрије, грб се користи од краја Првог светског рата. Двоглави орао, који је представљао стару Аустроугарску је замењен једноглавим орлом са још неким мањим стилским изменама.
На грудима орла се налази стари грб Војводства Аустрије, који има исти дизајн као и основа заставе Аустрије. Порекло самог дизајна је прдмет легенде о догађањима током крсташких ратова. Орао у канџама држи златни срп и златни чекић. Иако на први поглед, ово може бити доведено у везу са комунистичким симболима, златна круна на глави орла објашњава да ови симболи само представљају јединство трију „класа“ (радници, сељаци и буржоазија) у републици - а не класне сукобе.
Сломљени гвоздени ланац између канџи орла представља ослобођење Аустрије од нацистичке окупације (1938−1945) и додат је након Другог светског рата. 